# Rīgas Jūgendstila centrs
Rīgas Jūgendstila centrs (Rigas jugendcenter) finns i en lägenhet på Alberta iela 12 i Riga i Lettland, där den lettiske arkitekten Konstantīns Pēkšēns (1859—1928) bodde fram till 1907.
Byggnaden sticker ut genom sina kraftfulla dimensioner och sin uttrycksfulla silhuett. Den är både in- och utvändigt rikligt ornamenterad i Art nouveaustil. De dekorativa takmålningarna i husets spiralformade trapphus har troligen ritats av den lettiske konstnären Janis Rozentāls (1866—1916), som bodde i lägenhet nummer 9 i huset mellan 1904—1915 tillsammans med sin hustru, den finländska sångerskan Elli Forssell(1871—1943) och parets tre barn, med Jānis Rozentāls gode vän, den lettiske författaren Rūdolfs Blaumanis (1863–1908) som inneboende hos familjen i omgångar mellan  1906—1908.  Lägenheten härbärgerar idag Jānis Rozentāls och Rūdolfs Blaumanis museum. Ett rum på museet har inretts till minne av Rūdolfs Blaumanis.

## Historik
Huset byggdes 1903 som en privat bostad för Konstantīns Pēkšēns. Huset är ritat av honom själv, tillsammans med Eižens Laube, då arkitekturstudent. En inventering av lokalerna och de ursprungliga inredningsdetaljerna inleddes 2007. Lägenheten återställdes till ursprungsskick 2008—2009, under ledning av chefskonservatorn Gunita Čakare. Museet öppnade den 23 april 2009.

## Utställningen
Utställningen visar hur en lägenhet i Riga kunde se ut i början av 1900-talet. Inredningen har planerats av arkitekten Liesma Markova.

## Bildgalleri

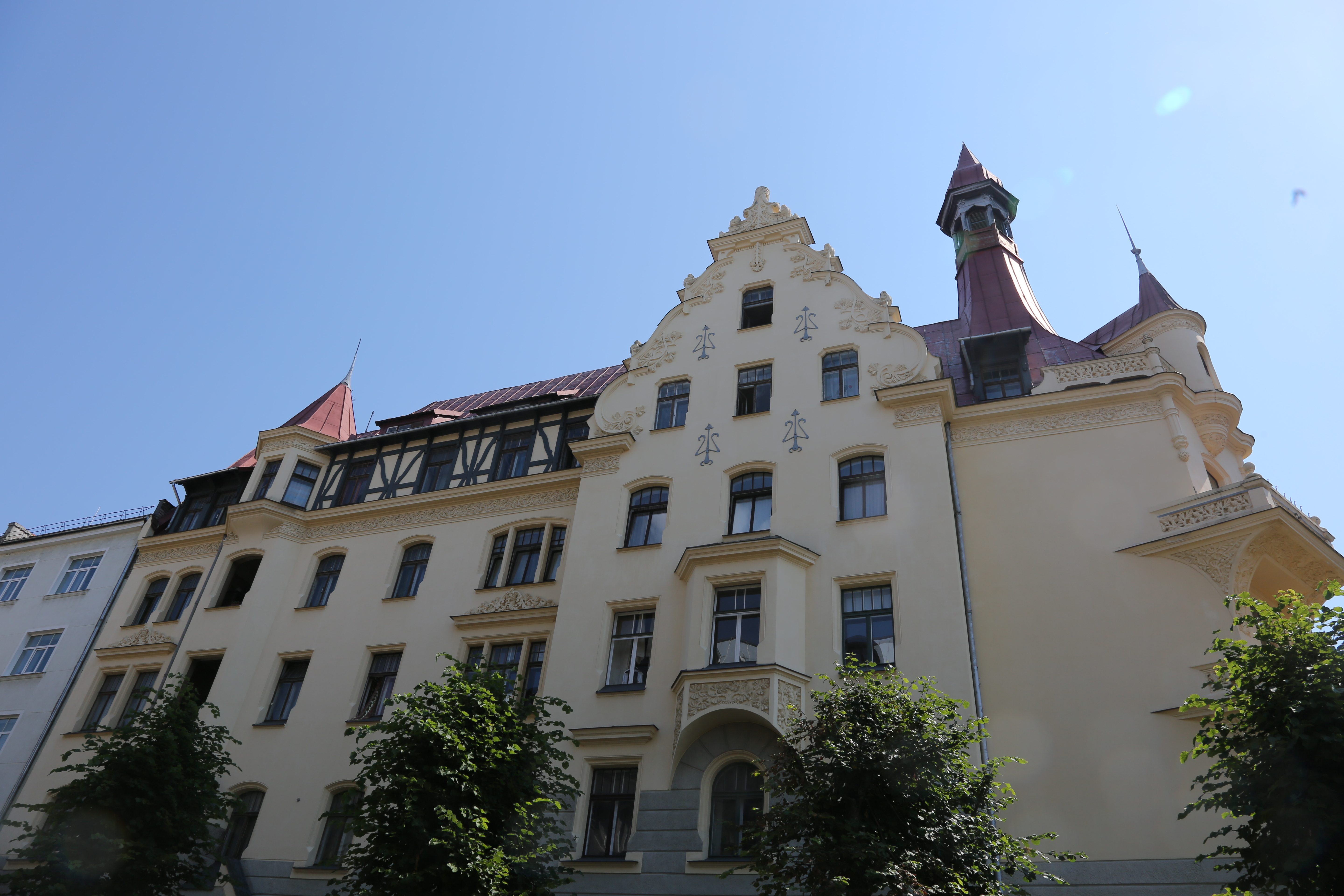
Alberta iela 12, Riga
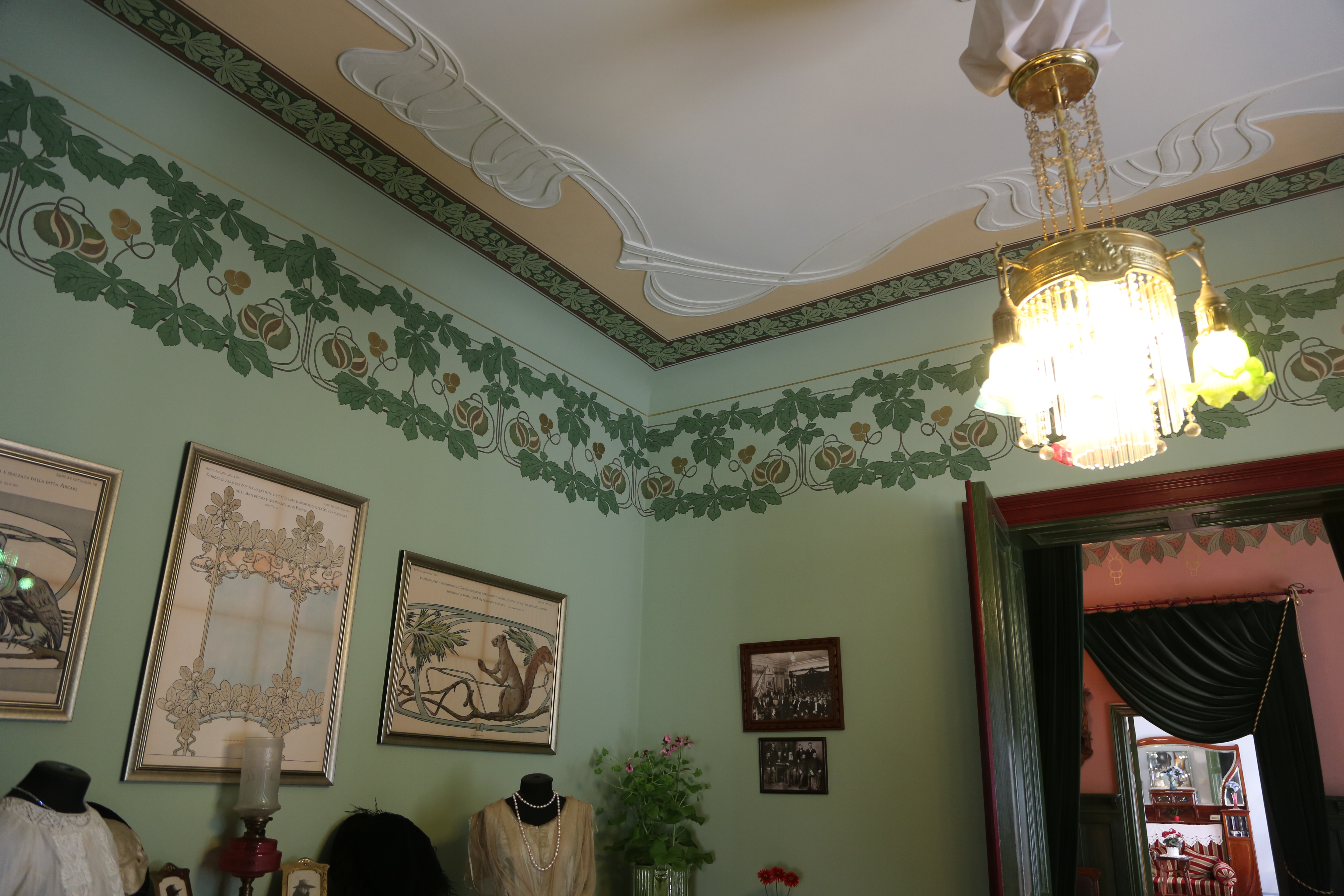
Interiör, Alberta iela 12, Riga
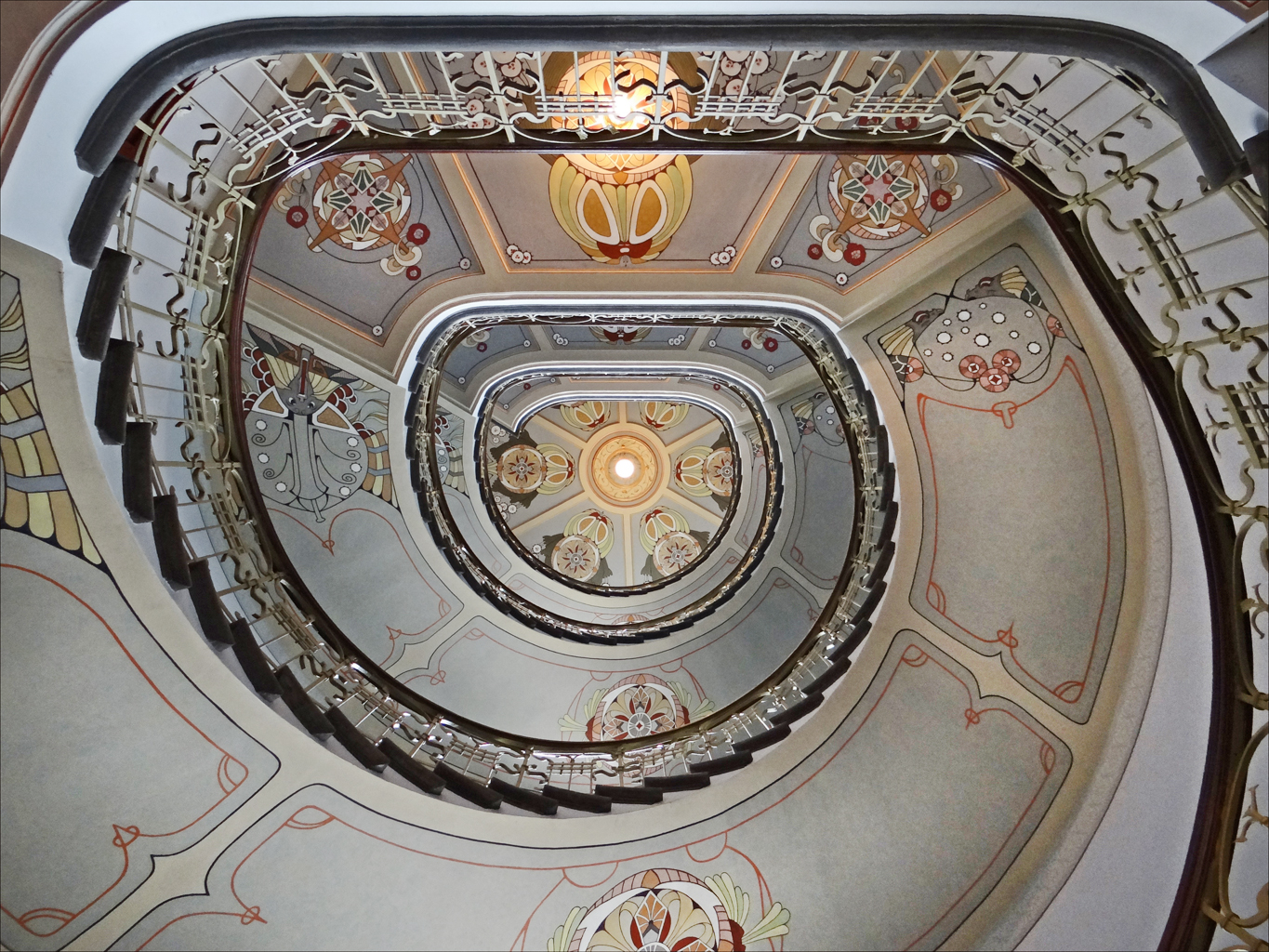
Trapphuset på Alberta iela 12, Riga
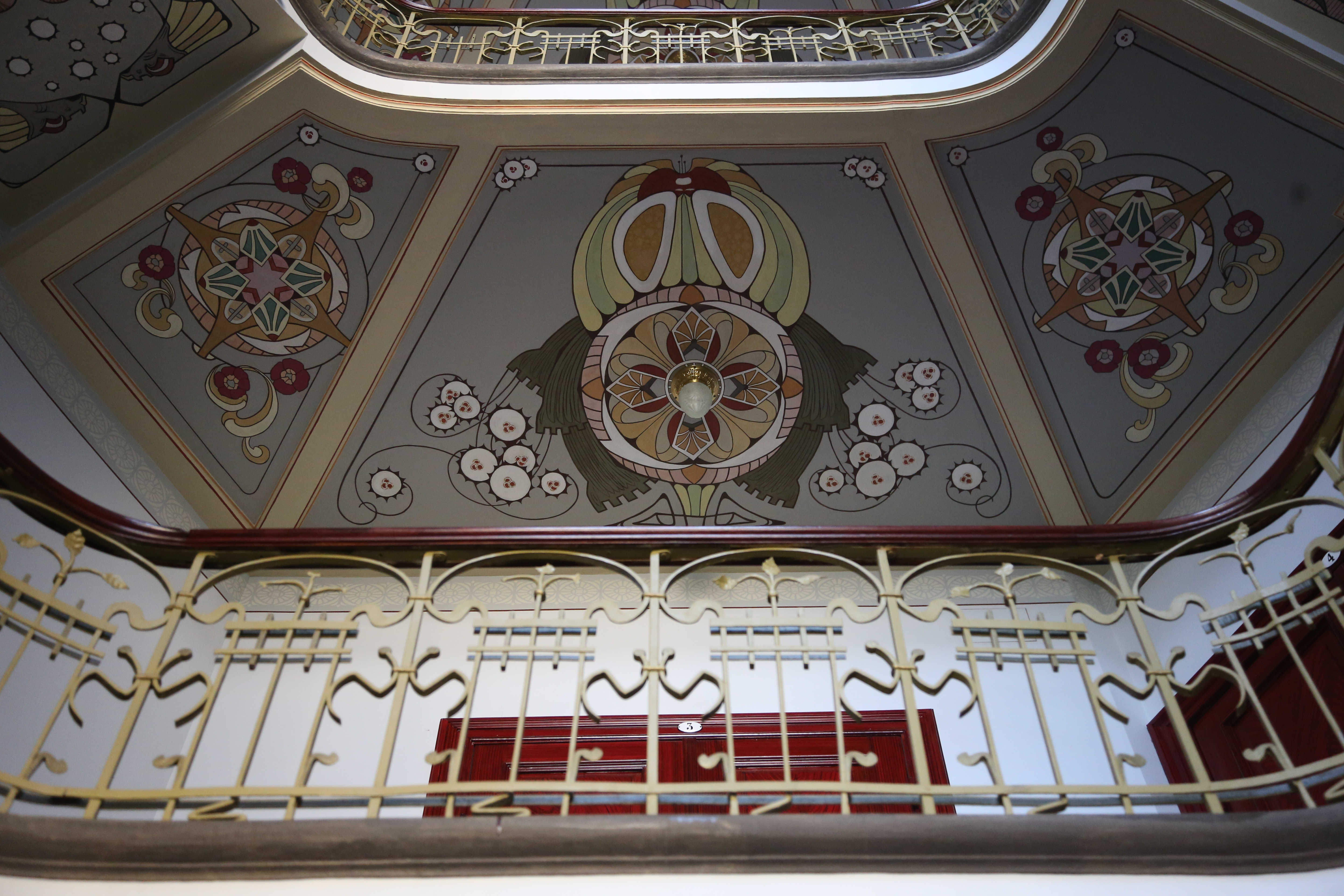
Trapphuset på Alberta iela 12, Riga